# Andrena exquisita
Andrena exquisita är en biart som beskrevs av Warncke 1975. Andrena exquisita ingår i släktet sandbin, och familjen grävbin. Inga underarter finns listade i Catalogue of Life.

## Bildgalleri

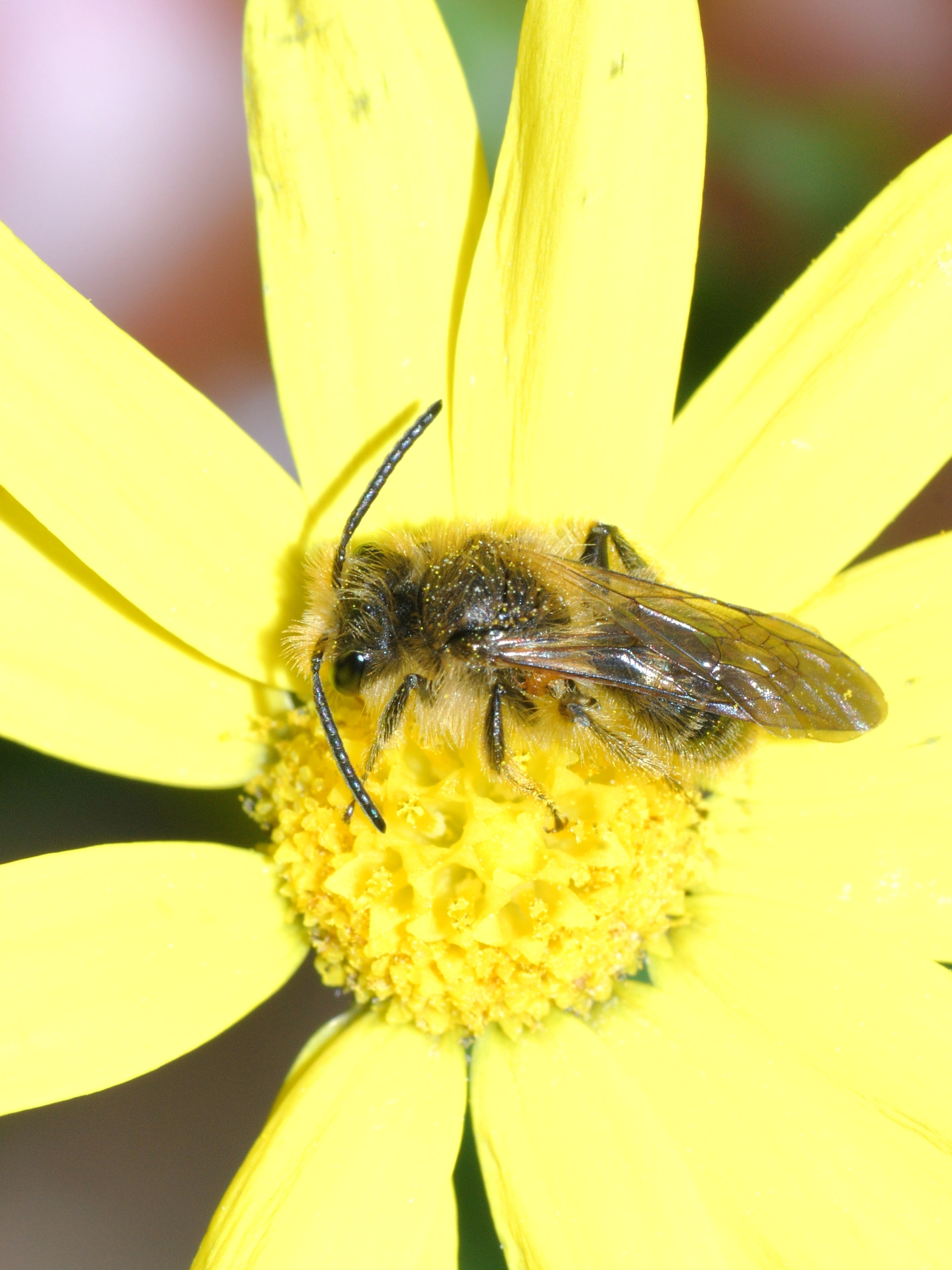